# Ațintiș
Ațintiș – wieś w Rumunii, w okręgu Marusza, w gminie Ațintiș. W 2011 roku liczyła 716 mieszkańców.